# باول دان
باول دان (بالإنجليزية: Paul Dunn)‏ هو لاعب كرة قدم أمريكية أمريكي، ولد في 7 يوليو 1960 في فيلادلفيا في الولايات المتحدة.